# Außenbordmotor

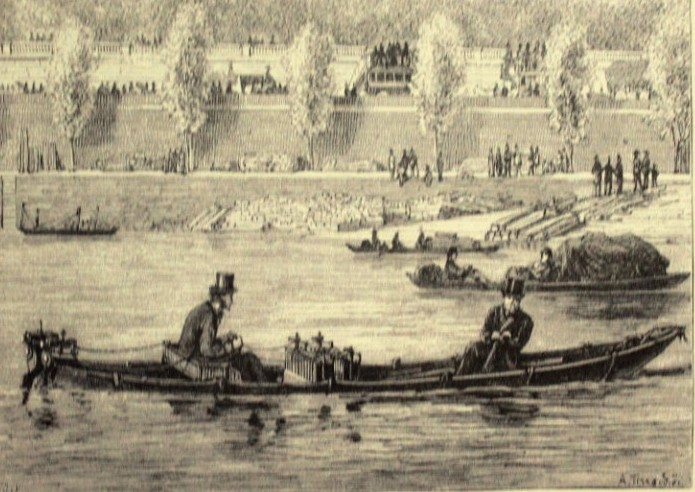
1881, elektrischer Außenbordmotor im Einsatz

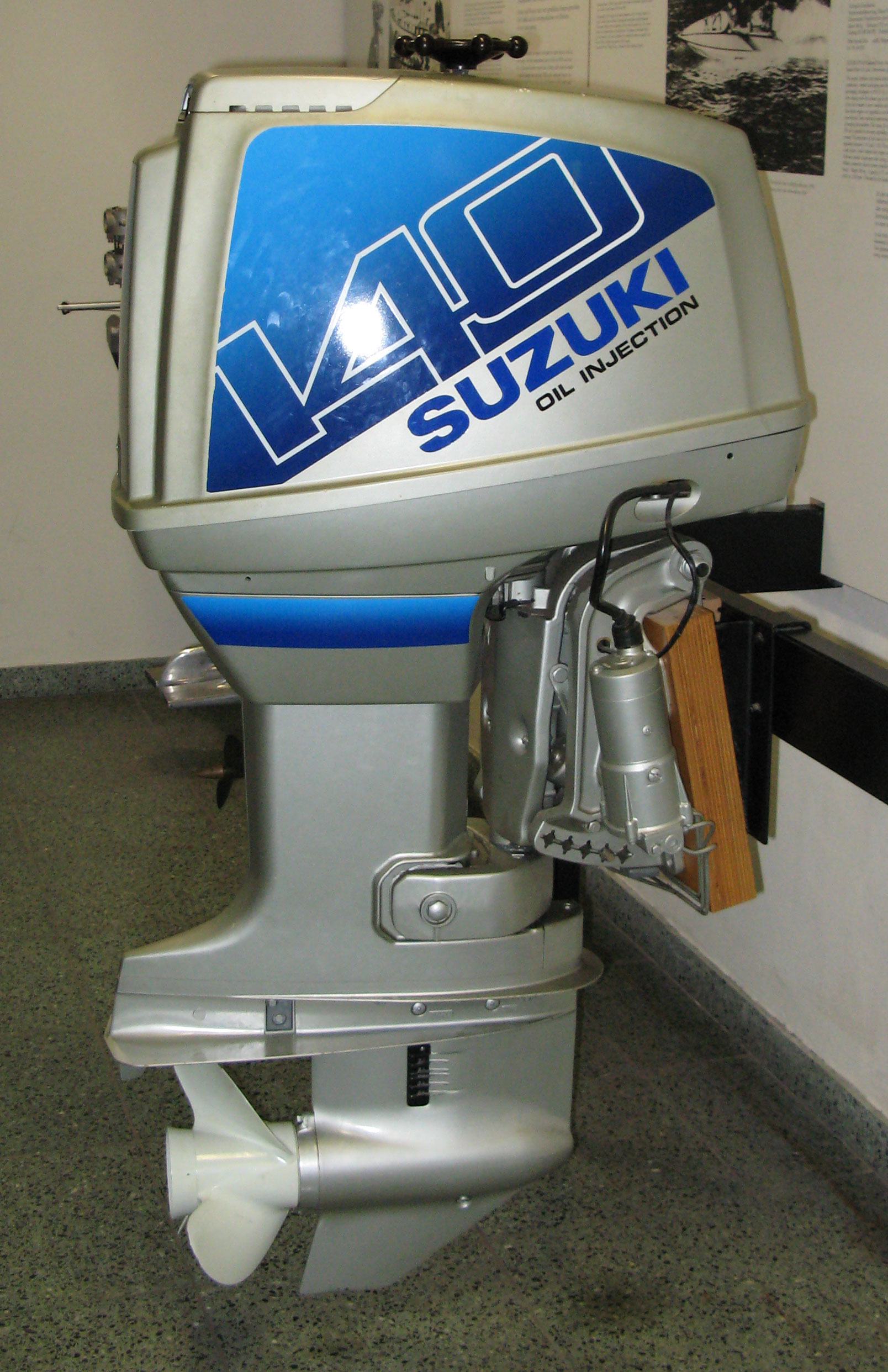
Suzuki-Außenbordmotor mit 103 kW (140 PS)

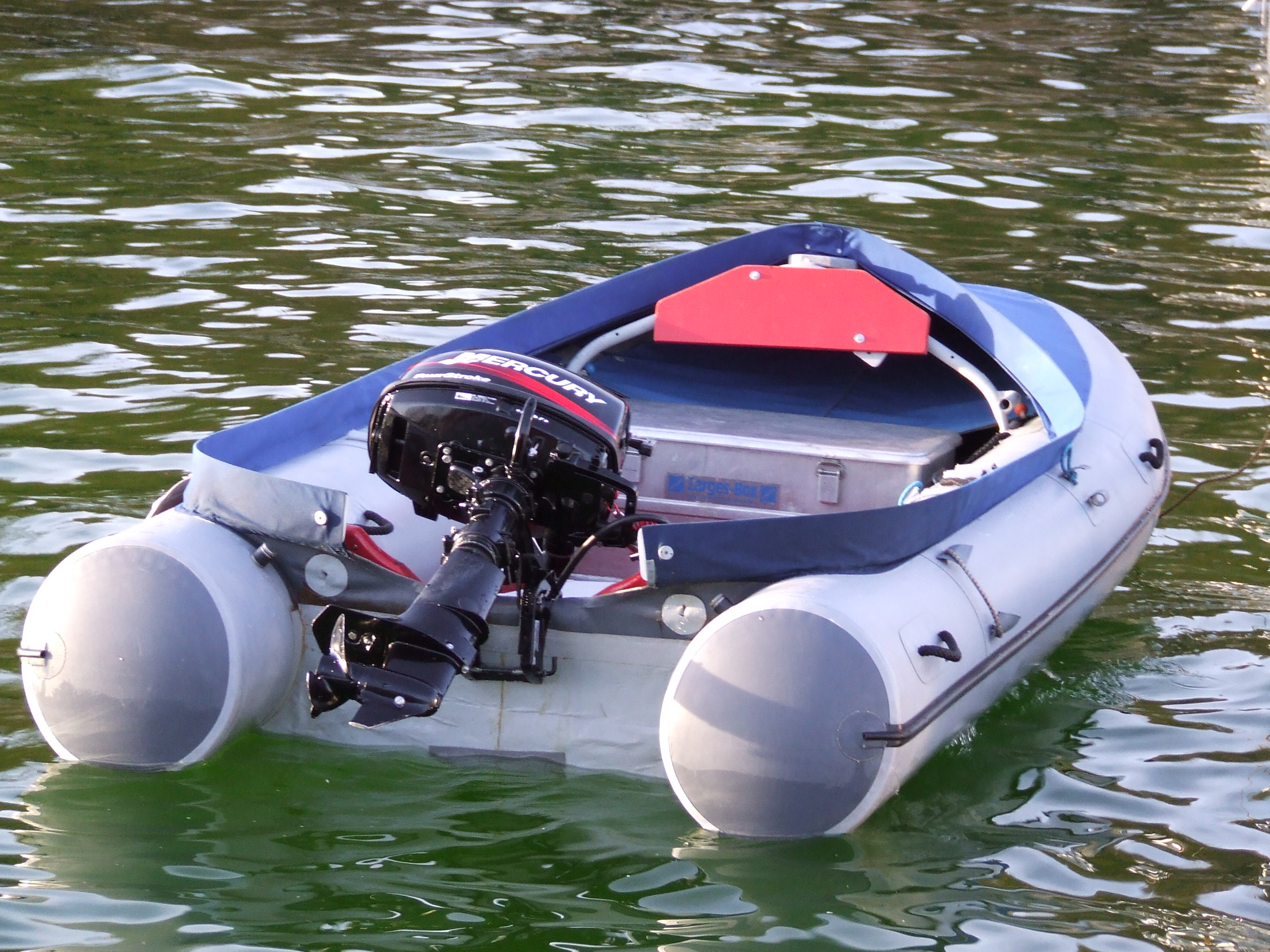
Außenborder am Heck eines Schlauchbootes

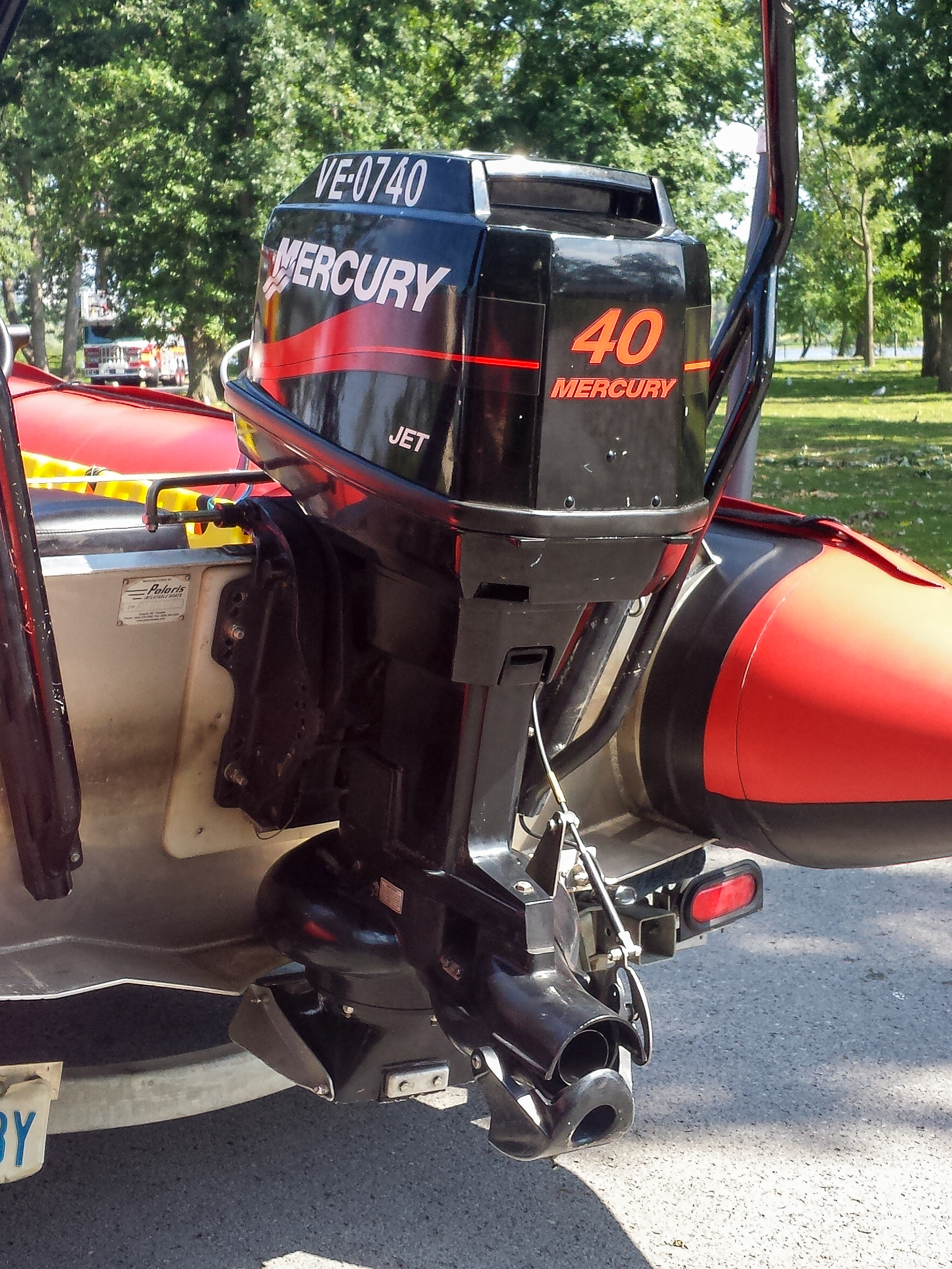
Außenbordmotor mit Wasserstrahlantrieb

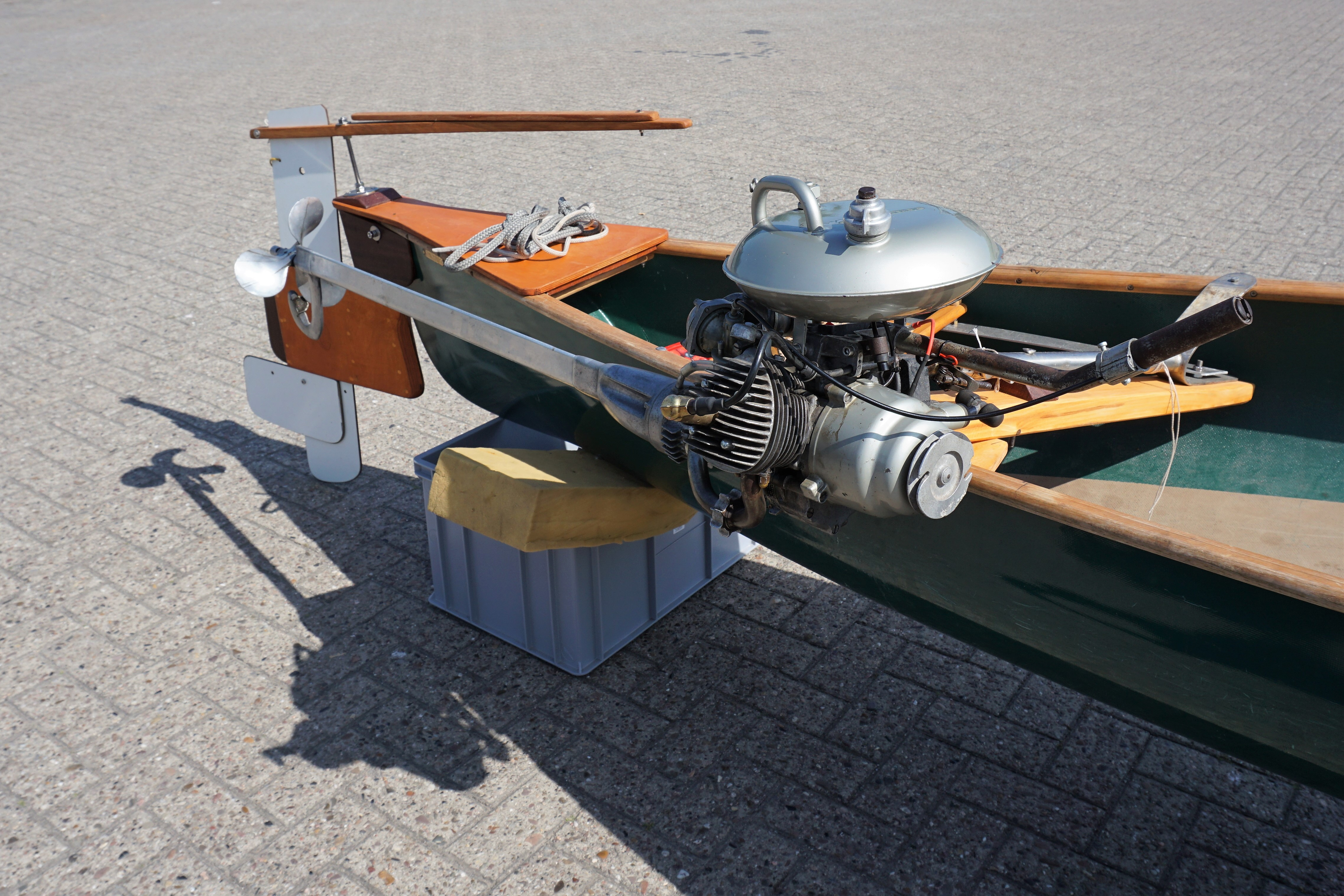
Seitenbordmotor des Typs Zündapp Delphin 303

Ein Außenbordmotor (umgangssprachlich Außenborder) ist ein Schiffsmotor, bei dem Motor, Kraftübertragung, Getriebe und Propeller in einer konstruktiven Einheit verbunden sind. Im Gegensatz zum Innenbordmotor kann diese Einheit mit relativ geringem Montageaufwand vom Boot an- und abgebaut werden.
Die meisten Motoren sind Verbrennungsmotoren. Aus Umweltschutzgründen sind in einigen Wassersportrevieren Verbrennungsmotoren verboten, dort bieten Außenborder mit Elektromotor eine Alternative.

## Einsatzbereich
Außenbordmotoren sind im Gegensatz zu Innenbordmotoren häufig auf kleinen Motorbooten und Dingis anzutreffen und werden auch als Hilfsantrieb von Segelbooten bzw. -yachten eingesetzt. Für den Rennsport werden leistungsstärkere Außenbordmotoren angeboten, die auch im Freizeitbereich verwendet werden. Das Leistungsspektrum liegt bei serienmäßigen Antrieben etwa zwischen 1,8 kW (2,5 PS) und 441 kW (600 PS). Elektromotoren erreichten 2022 bis 140 kW. Die Leistung von Verbrennungsmotoren wird aus einem bis zu zwölf Zylindern gewonnen.
Kleinere Boote haben zumeist nur einen Außenbordmotor. Bei zwei Außenbordmotoren wird oft ein Motor mit links- und einer mit rechtslaufendem Propeller eingesetzt; durch den gegenläufigen Drehsinn hat das Fahrzeug aufgrund des dadurch neutralisierten Radeffekts einen besseren Geradeauslauf.

## Geschichte
Erfunden wurde der Außenbordmotor 1881 von dem Franzosen Gustave Trouvé. Er benutzte einen Elektromotor, den er sich 1880 hatte patentieren lassen (französisches Patent Nr. 136.560). In den Jahren danach gab es unabhängig davon noch mehrere Tüftler, die eigene Konstruktionen vorstellten. Der US-Amerikaner Cameron B. Waterman verkaufte 1907 bereits 3000 Stück des von ihm entwickelten Außenborders. Aber erst mit dem von Ole Evinrude erfundenen Modell konnte sich der Außenborder ab 1910 in großem Stil durchsetzen. In Europa stellten die schwedischen Brüder Alrik und Oskar Hult 1907 Konstruktionszeichnungen für einen Außenbordmotor vor und brachten diesen wenig später unter dem Firmennamen Archimedes auf den Markt. Nach verschiedenen Zusammenschlüssen von schwedischen Bootsmotorenherstellern gehörte Archimedes letztlich zu Volvo Penta.

## Anbringung, Ausstattung
Außenborder werden meistens am Heck des Bootes („Motorspiegel“) oder in einem als Bünn bezeichneten Motorschacht innerhalb des Bootes in der Nähe des Hecks angebracht; selten sind seitlich angebrachte Seitenborder oder am Bug montierte Motoren, die das Boot ziehen. Der Motor kann häufig hochgezogen oder schräg nach oben hochgekippt werden, damit der Unterwasserteil des Motors beim Transport oder beim Anlanden nicht beschädigt wird oder beim Segeln unnötigen Strömungswiderstand verursacht. Wenn Außenbordmotoren seitlich schwenkbar angebracht sind, kann das Boot durch das Schwenken wirkungsvoller als allein mit einem Ruder gesteuert werden. Daher besitzen die meisten Motorboote mit Außenborder kein gesondertes Ruder; allerdings sind solche Boote bei stehendem Propeller nur sehr eingeschränkt steuerbar.
Kleinere Außenborder sind meist mit einem Seilzughandstarter und einer Pinnen-Steuerung ausgestattet, mit der der Motor in seiner Halterung um seine Hochachse nach Back- oder Steuerbord geschwenkt wird. Falls kein Getriebe mit schaltbarem Rückwärtsgang vorhanden ist, muss der Motor um 180 Grad geschwenkt und ggf. die Pinne umgelegt werden, wenn rückwärts manövriert werden soll. Der Tank befindet sich bei kleineren Motoren meistens im Motorgehäuse, kann sich aber auch außerhalb im Boot befinden.
Stärkere Außenborder verfügen über Elektrostarter, meist mit Ladevorrichtung für die Starterbatterie und zur Versorgung der Stromverbraucher an Bord, und können über Fernsteueranlagen per Steuerrad und Schubhebel bedient werden.
Mit einer speziellen Trimmvorrichtung kann der Motor optimal auf die Wasserlage um die Querachse eingestellt werden.
Die sich ständig verschärfenden Abgasvorschriften in Europa und den USA sind der Hauptgrund dafür, dass der einfache Vergaser-Zweitaktmotor entscheidend weiterentwickelt wurde. Basierend auf der Arbeit der Firmen Ficht (seit 2000: Provenion) und OMC werden inzwischen Zweitaktmotoren mit Direkteinspritzung angeboten, die die strengen Abgasnormen erfüllen und einen deutlichen Leistungsgewichtsvorteil gegenüber den Viertaktmotoren erhalten haben. Im Zuge der weiteren Verschärfungen der Abgas- und Geräusch-Normen ist aber abzusehen, dass keine neuen Zweitaktmotoren mehr entwickelt werden.

### Kühlung
Die gängigste Art der Kühlung bei Außenbordmotoren pumpt Umgebungswasser mittels Gummipropeller von einem unterhalb der Wasserlinie gelegenen Einlass am Propellerschaft durch den Motor. In einem der Funktionskontrolle dienenden feinen Wasserstrahl wird das erwärmte Kühlwasser anschließend wieder abgegeben. Diese Bauweise hat sich vor allem wegen ihrer Effizienz und Einfachheit als Standard durchgesetzt. Nachteilig ist, dass der Impeller sich abnutzt und daher regelmäßig ersetzt werden muss; außerdem kann er leicht zerstört werden, wenn der Motor „trocken läuft“, indem er im Betrieb aus dem Wasser gehoben wird.
Einzelne Hersteller verwenden bei größeren Motoren einen Wärmetauscher, um kein Salzwasser durch den Motorblock zu leiten.

### Schaftlänge
Außenborder werden für den Anbau an unterschiedliche Boote mit verschieden langen Schäften hergestellt. Verbreitet sind die Längen Normal- oder Kurzschaft (15 Zoll, ca. 38 cm) und Langschaft (20 Zoll, ca. 51 cm), wobei von der Antiventilationsplatte bis zur Oberkante des Bootsspiegels gemessen wird. Für Segelboote mit relativ hohem Heckspiegel oder für hochseetaugliche Motoryachten sind auch Motoren in Superlangschaft – Ausführung (25 Zoll, ca. 63 cm oder 30 Zoll, ca. 72 cm Schaftlänge) erhältlich. Welche Schaftlänge erforderlich ist, gibt praktisch der Bootsbauer durch die Höhe des Bootsspiegels vor. Beim Anbau eines Außenbordmotors mit nicht zum Bootsspiegel passender Schaftlänge verschlechtern sich die Fahreigenschaften des Bootes.

## Hersteller

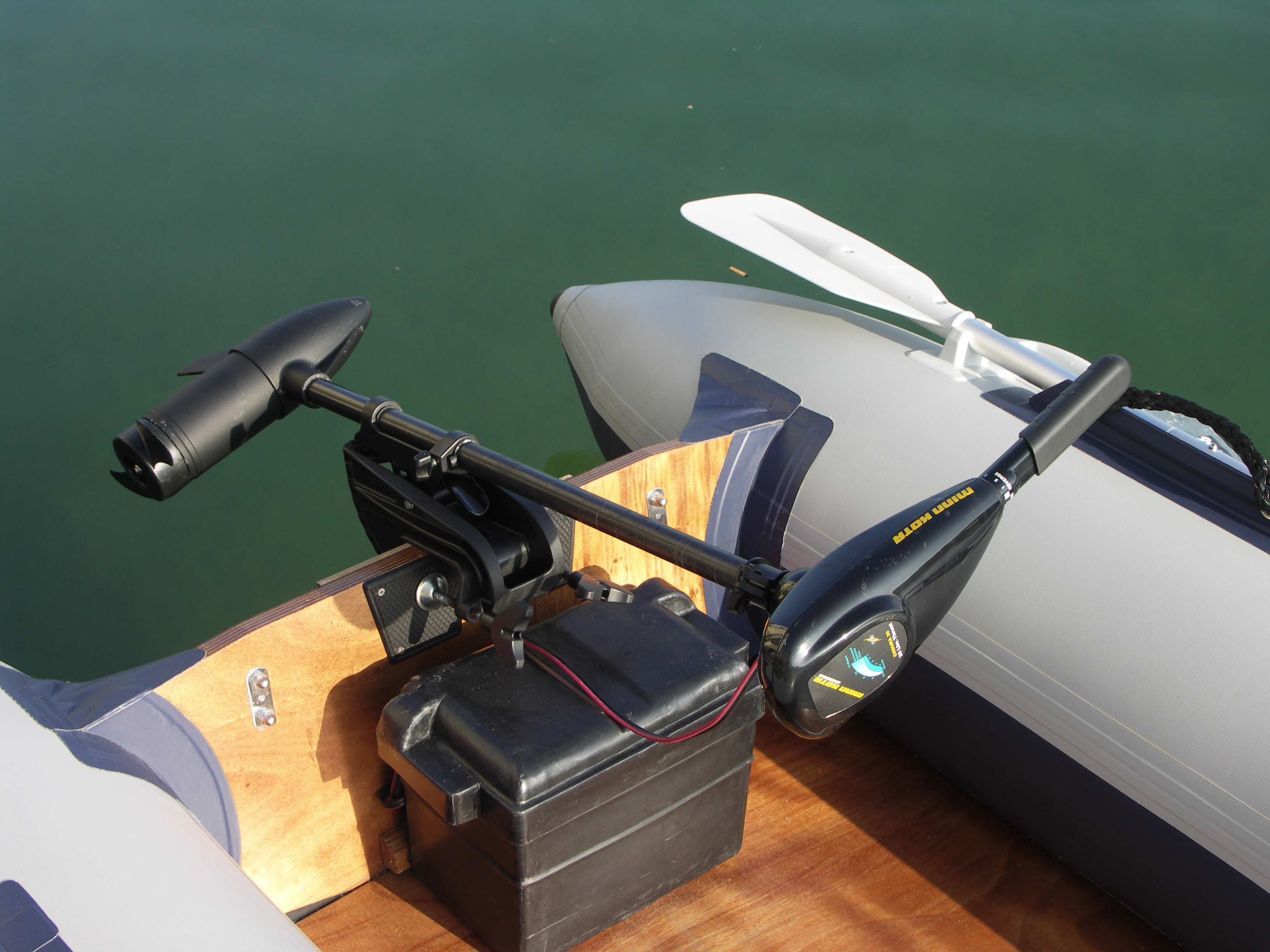
Elektroaußenborder (Trolling-Motor für Langsamfahrt) mit Batteriekasten

Der Markt wird derzeit von den japanischen Herstellern dominiert. Von den ehemals führenden amerikanischen Herstellern hat nur Mercury Marine bis heute überlebt, die einst bedeutenden Marken Johnson und Evinrude sind verschwunden. Einziger nennenswerter europäischer Hersteller ist Selva Marine aus Italien, doch auch Selva bezieht seine leistungsstärkeren Motoren aus Japan (von Yamaha).
Aktuell sind Außenbordmotoren folgender Hersteller im Handel:
- Hidea – chinesischer Hersteller
- Honda, deren Motoren ab 60 PS auch von Tohatsu verkauft werden (BFP-Serie)
- Mercury Marine
- Parsun – chinesischer Hersteller
- Selva Marine,[10] deren aktuelle Viertaktmotoren von Yamaha produziert werden.
- Suzuki, deren Viertaktaußenbordmotoren auch unter dem Label von z. B. OMC-Johnson vertrieben wurden.
- Tohatsu, die u. a. die Motoren bis 30 PS für Mercury Marine (Brunswick Corporation) produzieren.
- Yamaha Motor, die mit 260 kW (350 PS) zeitweise[11] den stärksten Viertaktaußenbordmotor im Programm hatten und seit 2018 V8-Außenbordmotoren mit bis zu 331 kW (450 PS) anbieten.[3]

Umweltvorschriften verhindern die Verbreitung der durch russische und indische Hersteller gefertigten Produkte in Europa und Nordamerika, während chinesische Hersteller mit den in den USA, Europa und Japan geltenden Schutz- und Patentrechten kämpfen.

### Hersteller von Diesel-Außenbordmotoren
- COX
- Neander Shark GmbH aus Kiel, die einen 50 PS Diesel-Außenbordmotor produzieren.
- OXE

### Hersteller von Elektro-Außenbordmotoren
- Minn Kota, hat sich auf Elektromotoren spezialisiert,[12] die jedoch auch unter dem Label von z. B. Yamaha vertrieben werden; mit Hilfe elektronischer Schaltungen haben einige Typen eine verlustarme stufenlose Drehzahlverstellung.
- Kräutler (bis etwa 12 kW, 2023)[13]
- Torqeedo, baut elektrische Außenborder[12][14] – alle Motoren werden in Deutschland entwickelt und gefertigt. Derzeit bietet Torqeedo 13 Außenborder von 180 W bis 29,7 kW und Zubehör – wie z. B. Solar-Ladetechnik und Lithium-Akkumulatoren an.
- Yamaha bietet elektrische Außenborder mit 13,6 bis 31,8 kW an (2023).[15]
- Honda stellte im Februar 2023 eine Studie für einen Elektro-Außenbordmotor vor.[16]

### Ehemalige Hersteller
- Johnson sowie Evinrude, die bereits 1936 zu Outboard Motor Corporation fusionierten. Unter beiden Markennamen wurden lange Zeit baugleiche Motoren vertrieben, wobei das Label Evinrude für leistungsstärkere direkteingespritzte Zweitakter verwendet wurde, Johnson dagegen für kleinere Viertakt-Außenborder. Seit 2003 gehörten beide Marken zu Bombardier Recreational Products. Die Marke Johnson wurde 2007 aufgegeben, bedingt durch die Auswirkungen der Corona-Pandemie wurde 2020 auch die Marke Evinrude eingestellt.
- Seven Marine baut aus einem 6,2 l-Motor von General Motors den mit 468 kW (627 PS) stärksten Außenborder weltweit. Übernahme durch Volvo Penta, inzwischen eingestellt.
- Volvo Penta
- Yanmar, die einen Dieselmotor als Außenborder im Programm hatten.

### Deutsche Hersteller
Der erste deutsche Außenbordmotor wurde 1911 von der Berliner Firma Fritz Ziegenspeck unter dem Markennamen „EffZett“ angeboten. Bekanntester deutscher Hersteller war die Firma König, auch Zündapp stellte zeitweilig Außenbordmotoren her.
Der Zweitaktaußenbordmotor „Forelle“ des DDR-Herstellers IFA fand nach der deutschen Wiedervereinigung keinen Absatz mehr; es ist ein Heckmotor. Ein Seitenborder aus der DDR ist der IFA-Typ „Tümmler“ mit 1,8 kW (2,5 PS) Nennleistung. Auch die von der Firma Zündapp hergestellten „Delphin“-Motoren sind Seitenborder; Ende der 60er Jahre brachte Zündapp einen 3,7 kW (5 PS) starken Zweitakt-Außenborder mit Wendegetriebe und 6-V-Elektrik heraus, der keine große Verbreitung gefunden hat.
Es gab nach dem Zweiten Weltkrieg weitere kleine deutsche Hersteller, wie z. B. die Firma Berning aus Schwelm, oder die Solo Kleinmotoren GmbH aus Maichingen, die in den 1980ern einen 4-PS Außenborder auf den Markt brachten (der auch baugleich als Volvo Penta 40 verkauft wurde), die sich aber alle nicht gegen die amerikanischen Massenprodukte durchsetzen konnten und vom Markt verschwanden.
Die 2005 gegründete Firma Torqeedo entwickelt und fertigt in Gilching bei München Elektro-Außenborder, Innenborder und Hybrid-Motorensysteme.